# Referendum in Algerien 1962

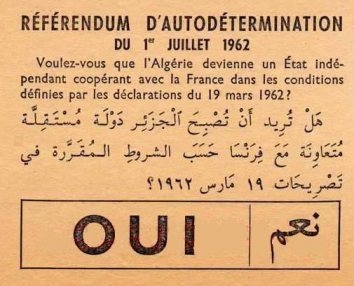
Stimmzettel

Das Referendum in Algerien 1962 über die Annahme der Verträge von Évian wurde in Französisch-Algerien am 1. Juli 1962 abgehalten.
Es folgte der Annahme des Übereinkommens in einem französischen Referendum im April 1962. Das Ergebnis war, dass 99,72 % der Algerier die Vereinbarungen begrüßten und 0,28 % dagegen waren. Die Wahlbeteiligung lag bei 91,88 %. Als Folge der Annahme erklärte die französische Kolonialmacht Algerien am 3. Juli für unabhängig.

## Ergebnisse
| Option   | Stimmen   | Anteil  |
| -------- | --------- | ------- |
| Dafür    | 5.975.581 | 99,72 % |
| Dagegen  | 16.534    | 0,28 %  |
| Ungültig | 25.565    | -       |
| Gesamt   | 6.017.680 | 100 %   |